# Hornkaten
Hornkaten ist ein Ortsteil der Stadt Ludwigslust im Landkreis Ludwigslust-Parchim in Mecklenburg-Vorpommern.

## Geografie und Verkehrsanbindung
Hornkaten liegt südwestlich des Stadtkerns von Ludwigslust an der Kreisstraße K 33. Nördlich verläuft die B 5, südöstlich die B 191 und westlich die Landesstraße L 7. Nordwestlich fließt die 52 km lange Rögnitz.

## Sehenswürdigkeiten
Als Baudenkmale sind drei Wohnhäuser (An der Liepen 2, 5 und 10) ausgewiesen (siehe Liste der Baudenkmale in Ludwigslust#Hornkaten).